# 佐川町

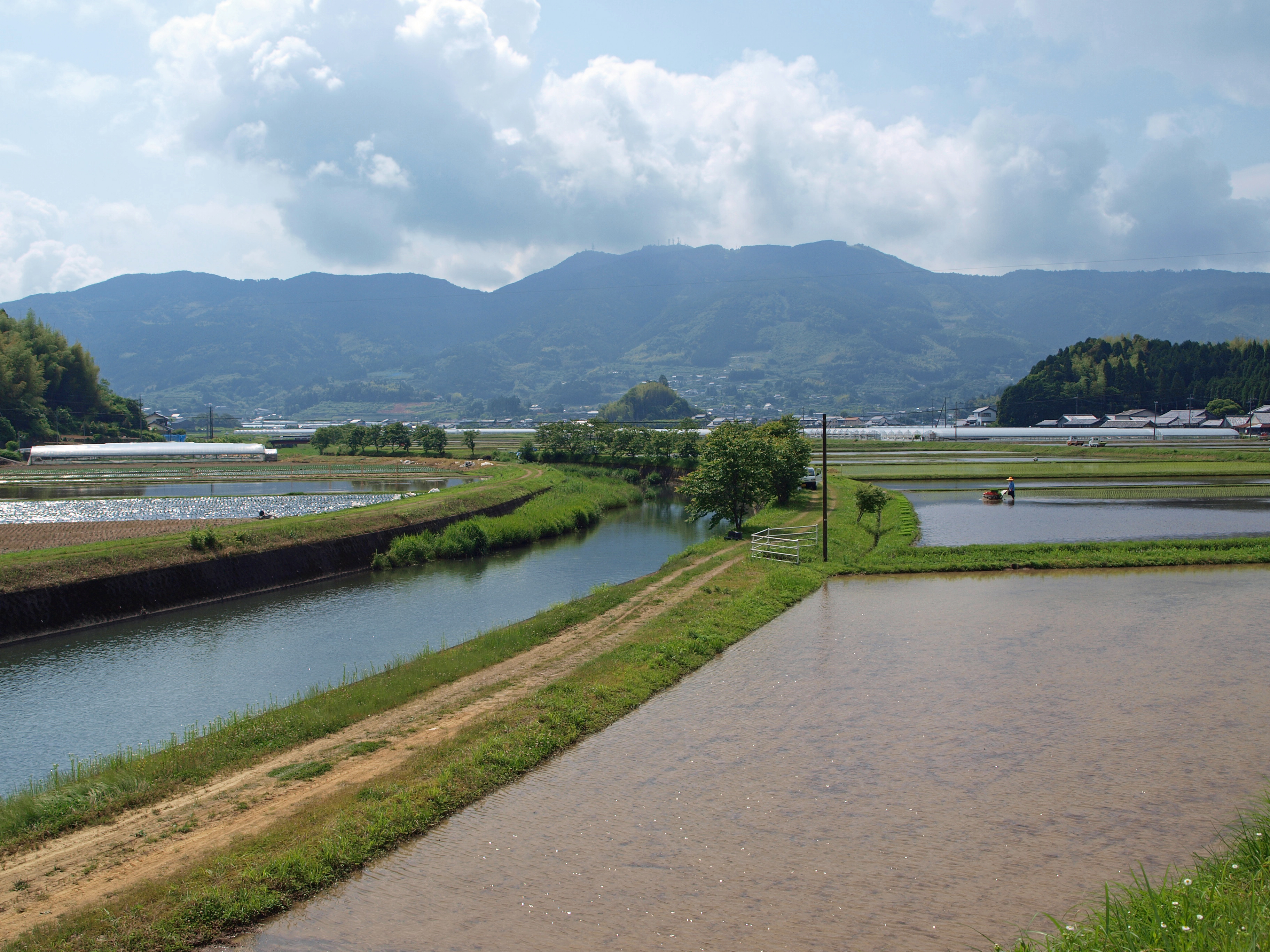
虚空蔵山

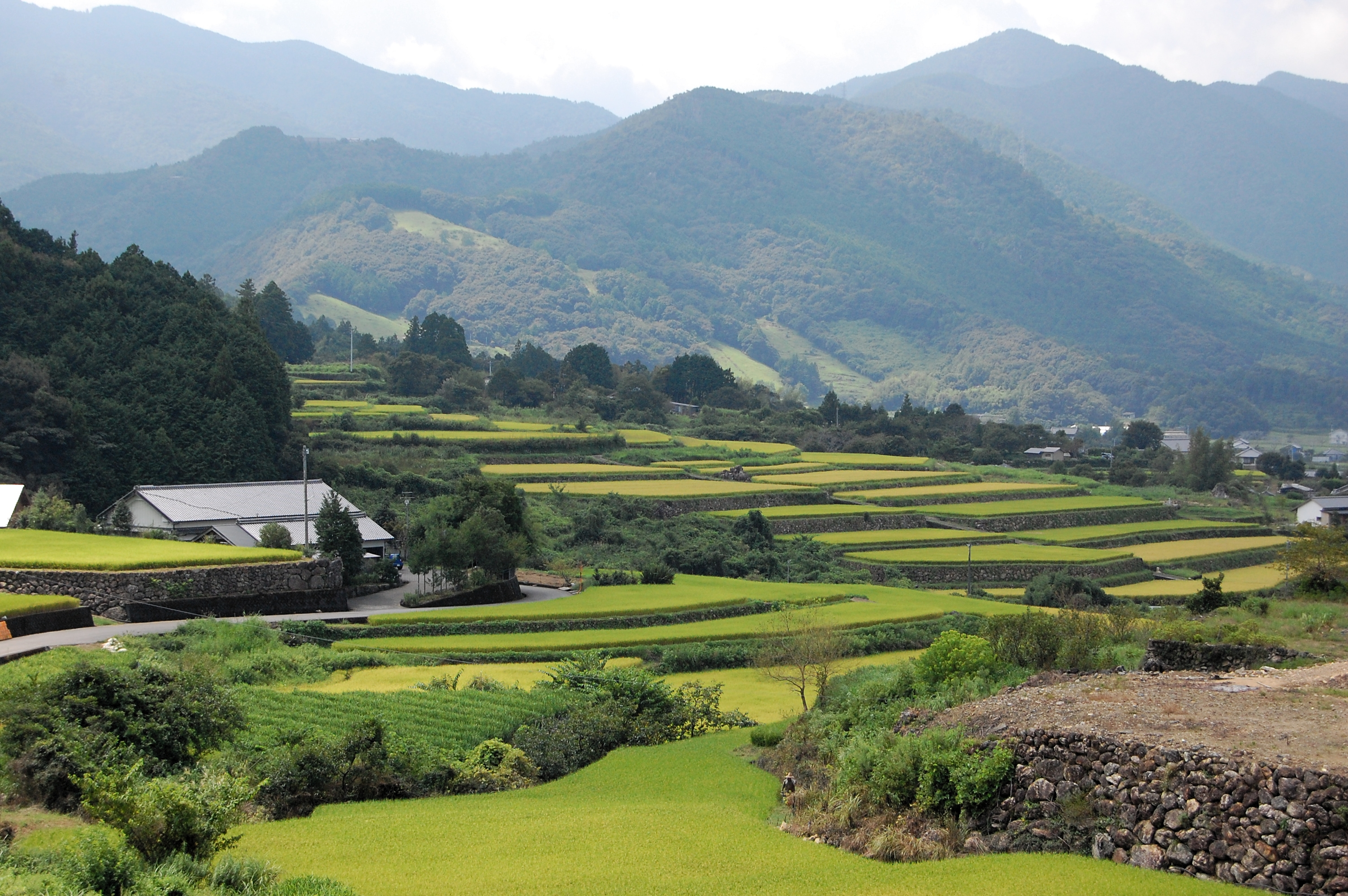
佐川町古畑の棚田

佐川町（さかわちょう）は、高知県の中西部にある町。高岡郡に属す。

## 地理
高知県の中西部、仁淀川の支流である柳瀬川沿いに開けた盆地の町。国道33号が東西に、JR土讃線が東から南に抜けている。

### 地形

#### 山地
主な山
- 虚空蔵山
- 蟠蛇森

#### 河川
主な川
- 柳瀬川

### 人口
| |                                        |  |
| 佐川町と全国の年齢別人口分布（2005年） | 佐川町の年齢・男女別人口分布（2005年） |  |
| ■紫色 ― 佐川町 ■緑色 ― 日本全国 | ■青色 ― 男性 ■赤色 ― 女性              |  |
| 佐川町（に相当する地域）の人口の推移 \| 1970年（昭和45年） \| 15,774人 \| \| \| 1975年（昭和50年） \| 15,694人 \| \| \| 1980年（昭和55年） \| 16,114人 \| \| \| 1985年（昭和60年） \| 16,124人 \| \| \| 1990年（平成2年） \| 15,636人 \| \| \| 1995年（平成7年） \| 15,148人 \| \| \| 2000年（平成12年） \| 14,777人 \| \| \| 2005年（平成17年） \| 14,447人 \| \| \| 2010年（平成22年） \| 13,951人 \| \| \| 2015年（平成27年） \| 13,114人 \| \| \| 2020年（令和2年） \| 12,323人 \| \| |                                        |  |
| 総務省統計局 国勢調査より |                                        |  |
| 1970年（昭和45年） | 15,774人                               |  |
| 1975年（昭和50年） | 15,694人                               |  |
| 1980年（昭和55年） | 16,114人                               |  |
| 1985年（昭和60年） | 16,124人                               |  |
| 1990年（平成2年） | 15,636人                               |  |
| 1995年（平成7年） | 15,148人                               |  |
| 2000年（平成12年） | 14,777人                               |  |
| 2005年（平成17年） | 14,447人                               |  |
| 2010年（平成22年） | 13,951人                               |  |
| 2015年（平成27年） | 13,114人                               |  |
| 2020年（令和2年） | 12,323人                               |  |

### 隣接自治体
高知県
- 土佐市
- 須崎市
- 高岡郡越知町、日高村、津野町

## 歴史

### 古代
旧石器時代
- 不動ガ岩屋洞窟遺跡があることから、石器時代には人が居住していたと思われる。

縄文時代
- 縄文時代の遺跡として、城ノ台遺跡、黒原遺跡、大田川遺跡が発掘されている。

弥生時代
- 假又遺跡の発掘から、稲作は弥生時代に開始されていたと考えられる。

### 近世
江戸時代
- 江戸時代には、土佐藩筆頭家老の深尾氏の城下町として栄える。

### 沿革
明治
- 1875年（明治8年） - 近世以来の佐川村が三野村を合併。
- 1889年（明治22年）4月1日 - 町村制の施行により、佐川村が単独で自治体を形成。
- 1900年（明治33年）1月10日 - 佐川村が町制施行して佐川町（第1次）となる。

昭和
- 1954年（昭和29年）3月20日 - 斗賀野村・尾川村・黒岩村と合併し、改めて佐川町（第2次）が発足。旧町域は大字なしの区域となる。
- 1954年（昭和29年）10月10日 - 大字山室を越知町に編入。
- 1955年（昭和30年）2月10日 - 日高村の一部（大字岩目地の一部）、加茂村の一部（大字加茂）を編入。
- 1958年（昭和33年）4月1日 - 大字柴尾・宮地・浅尾・南片岡を越知町に編入。

## 政治

### 行政

#### 首長
歴代町長
- 渡邊勉（1977年 - 1993年）
- 和田啓作（1993年 - 1997年）
- 中山博司（1997年 - 2005年）
- 榎並谷哲夫（2005年 - 2013年）
- 堀見和道（ほりみかずみち） (2013年 - 2021年）
- 片岡雄司（かたおかゆうじ）（2021年10月-）

## 施設

### 警察
- 高知県佐川警察署
  - 斗賀野駐在所 - 高岡郡佐川町中組86番地2

#### 消防
- 高吾北広域町村事務組合消防本部の管轄であるが、町内に施設はない。

### 医療
主な病院
- 佐川町立高北国民健康保険病院
- 医療法人青雲会 清和病院

保健所
- 高知県中央西福祉保健所

### 郵便局
主な郵便局
- 佐川郵便局

### 文化施設
博物館
- 青山文庫
- 佐川地質館

### 運動施設
- スポーツパークさかわ

## 対外関係

### 姉妹都市・提携都市

#### 国内
姉妹都市
- 北見市（北海道 オホーツク総合振興局）
  - 旧常呂郡常呂町と姉妹提携。
- 南部町（中国地方 鳥取県 西伯郡）
  - 旧西伯郡西伯町と姉妹提携。

## 経済

### 第一次産業
農業
- 山椒餅
- お茶（土佐茶）
- 新高梨
- さかわの地乳
- 甘栗
- ニラ

林業

### 第二次産業
製造業
- 酒造 - 司牡丹酒造

### 第三次産業
観光
- 黒岩観光

サービス業
- レインボー通商

### 金融機関
- 佐川郵便局
- 四国銀行佐川支店
- 高知銀行佐川支店
- 高知信用金庫佐川支店
- 高知県農業協同組合佐川支所・斗賀野支所

## 教育・研究所

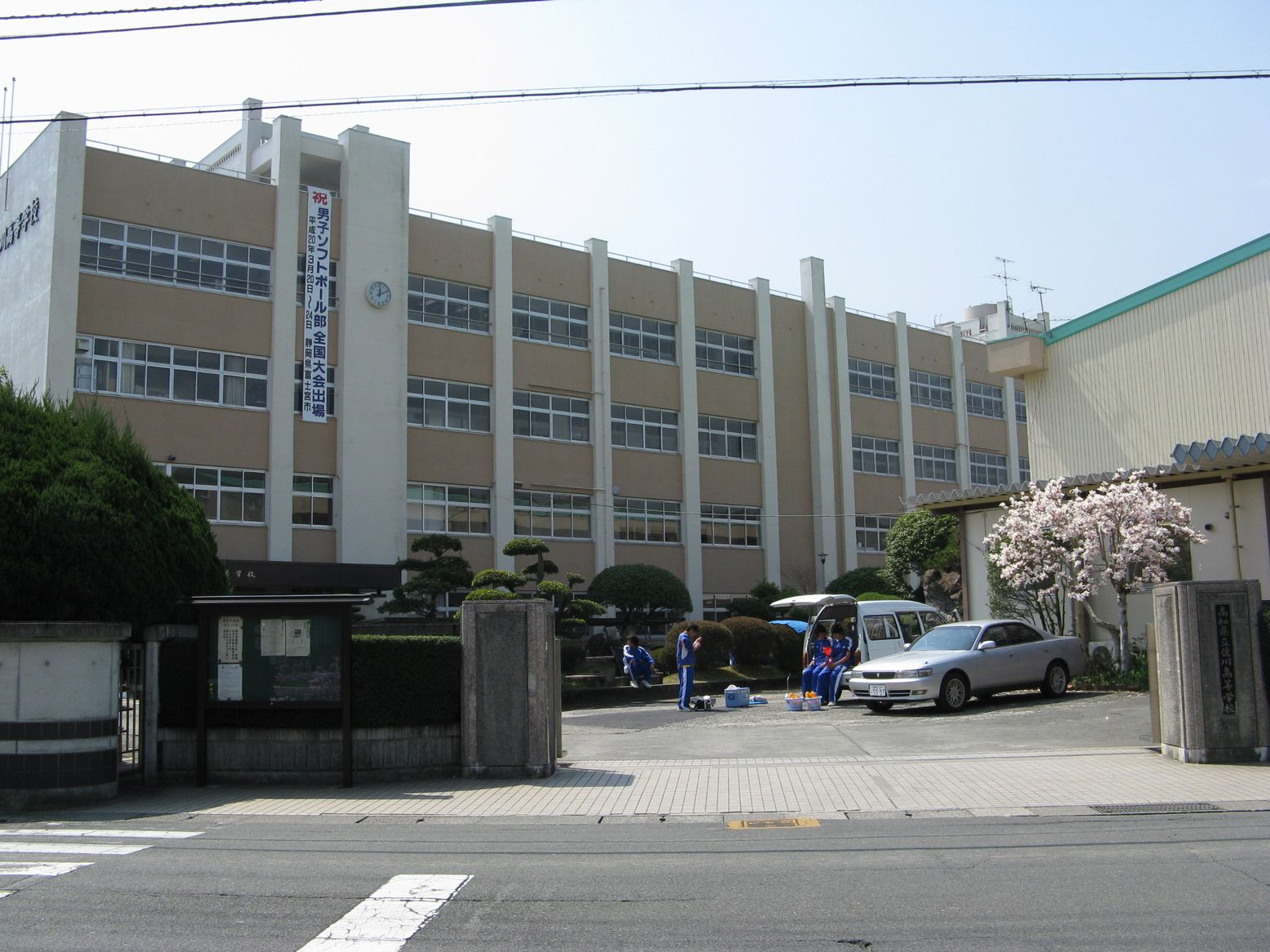
佐川高等学校

### 高等学校
県立
- 高知県立佐川高等学校

### 中学校

#### 組合立
- 日高村佐川町学校組合立加茂中学校[1]。

#### 町立
- 佐川町立佐川中学校[2]。
- 佐川町立尾川中学校[2]
- 佐川町立黒岩中学校[2]

### 小学校

#### 組合立
- 日高村佐川町学校組合立加茂小学校[1]

#### 町立
- 佐川町立佐川小学校[3]。
- 佐川町立斗賀野小学校[3]
- 佐川町立尾川小学校[3]
- 佐川町立黒岩小学校[3]

### 研究所
- 高知県畜産試験場

## 交通

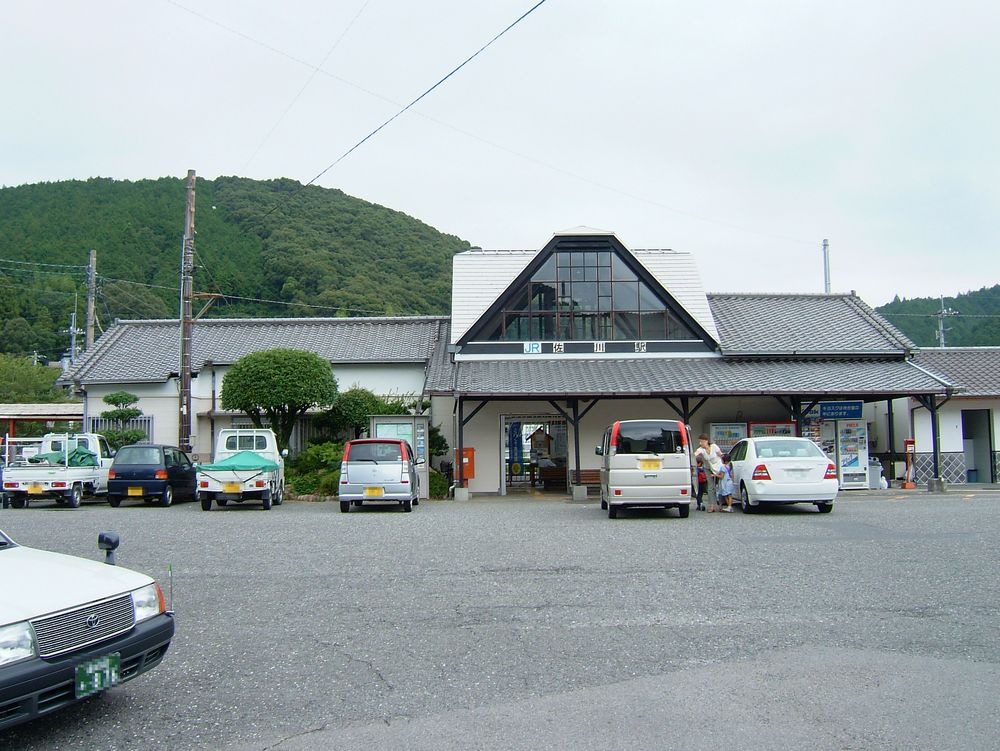
佐川駅

### 鉄道
中心となる駅：佐川駅
四国旅客鉄道（JR四国）
- 土讃線: 土佐加茂駅 - 西佐川駅 - 佐川駅 - 襟野々駅 - 斗賀野駅

### 路線バス
- 黒岩観光 - 主に国道33号を通り佐川町と越知町・仁淀川町を結ぶ広域線、北側の佐川町黒岩地区を経由して佐川町中心部と越知町を結ぶ黒岩線、町南西部に運行する尾川線の3路線がある。
  - 広域線：佐川駅 - 川内ヶ谷 - 越知駅 - 土佐大崎 - 狩山口・川渡
  - 黒岩線：文化センター - 高北病院 - 西佐川駅 - 場所が内 - 柴尾 - 越知
  - 尾川線：佐川駅 - 西佐川駅 - 尾川橋 - 古畑 - 峰
- さかわぐるぐるバス - 佐川駅と西佐川駅の間の中心市街地から町内各地への路線があり、曜日を限定して運行される。

かつてはJR四国バス松山高知急行線が町内を通っており高知市や松山市に直通していた。

### 道路

#### 国道
- 国道33号
- 国道494号

#### 県道
主要地方道
- 高知県道53号土佐佐川線

一般県道
- 高知県道296号西佐川停車場線
- 高知県道297号岩目地西佐川停車場線
- 高知県道298号下山越知線
- 高知県道299号庄田伊野線
- 高知県道300号柳瀬越知線
- 高知県道301号片岡庄田線
- 高知県道302号長者佐川線
- 高知県道307号佐川停車場線
- 高知県道308号本郷斗賀野停車場線

#### 林道
- 虚空蔵林道（佐川わんぱく街道）

#### 道の駅
- まきのさんの道の駅・佐川

## 観光

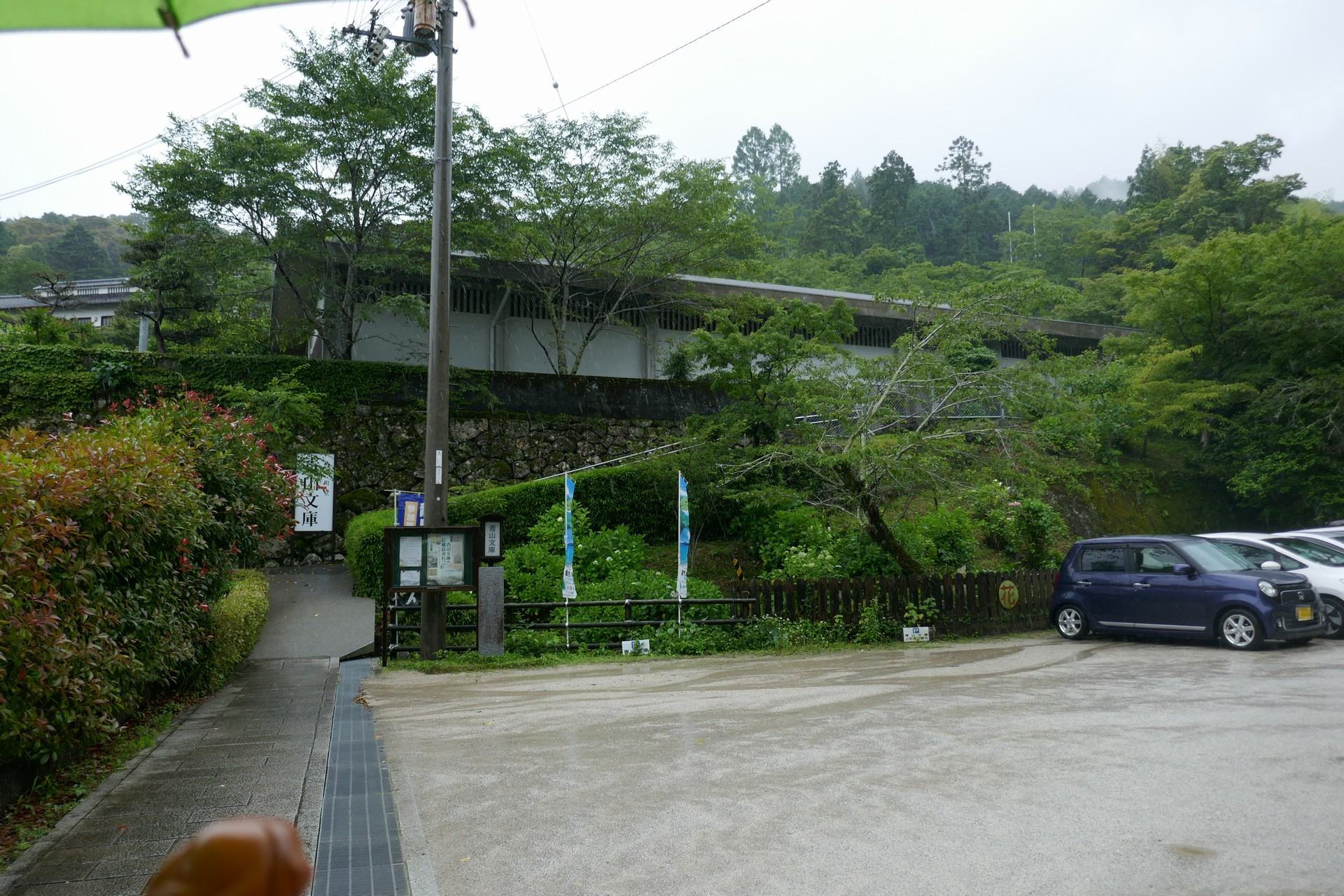
青山文庫

### 天然記念物
- サカワヤスデゴケ（県指定）
- 佐川の大樟（県指定）

### 文化財
- 重要文化財（国指定）
  - 竹村家住宅[4]。
  - 大乗院の木造薬師如来及両脇侍像
- 国の史跡
  - 不動ガ岩屋洞窟遺跡[5]
- 登録有形文化財(建造物）
  - 旧浜口家住宅主屋[6]。
- 木造阿弥陀如来坐像（県指定有形文化財）
- 木造薬師如来坐像（県指定有形文化財）

### 名所・旧跡
主な寺院
- 青源寺
- 乗台寺
- 瑞応寺
- 大乗院薬師堂

主な神社
- 佐川龍馬神社
- 深尾神社
- 四ツ白仁井田神社
- 金峰神社
- 白倉神社

### 観光スポット
- 青山文庫
- 佐川文庫庫舎
- 牧野富太郎ふるさと館
- 名教館
- 司牡丹
- スポーツパークさかわ
- 牧野公園
- 佐川地質館
- 長谷渓谷
- 佐川地場産センター
- 五位山公園
- 虚空蔵山
- 桜座
- ナウマンカルスト
- 猿丸太夫墓所
- 脱藩志士集合の地

#### 集落活動センター
- 集落活動センター加茂の里[7]
- 集落活動センターくろいわ
- とかの集落活動センターあおぞら

## 文化・名物

### 祭事・催事

#### 祭事
- 恵美須祭
- 文殊大祭
- 瑞応の盆踊り(県指定無形文化財)[8]。
- 四ツ白太刀踊り (県指定無形文化財)[9]。
- 白倉花取踊り(町保護無形民俗文化財)。

#### 催事
- 酒蔵ロード劇場
- たらふく秋まつり
- 尾川秋まつり
- 平野元気村がんばる祭

### 名産・特産
- 酒
- 山椒餅
- お茶
- 新高梨
- さかわの地乳
- 甘栗
- ニラ

## 出身関連著名人
- 田中光顕（政治家）
- 尾崎清光（同和事件屋）
- 黒鉄ヒロシ（漫画家）
- 坂東眞砂子（作家）
- 広井勇（工学博士）
- 牧野富太郎（植物学者）
- 黒岩恒（博物学者）
- 森下雨村（編集者・作家）
- 森下一仁（SF作家）
- 渡辺智男（プロ野球選手）
- 吉村光示（プロサッカー選手）
- 山口智（プロサッカー選手）
- 小野大輔（声優）
- 楠木繁夫（流行歌手）
- 下八川圭祐（オペラ歌手）
- 矢筈山登（元力士）
- 水野龍（移民事業指導者）
- 古沢滋（政治家）
- 土方寧（民法・イギリス法学者）
- 小原綾斗（音楽家/Tempalayのギター・ボーカル）